# Střety v Tripolisu v roce 2025
12. května 2025 vypuklo v hlavním městě Libye Tripolisu několik střetů mezi 444. pěší brigádou a Stabilizační podpůrnou službou. Boje začaly po atentátu na velitele SPS Abda al-Ghaního Bilqásim Chalífa al-Kaklího. Jedná se o první velký ozbrojený střet v Tripolisu od střetů v Tripolisu v roce 2023. 14. května bylo vyhlášeno příměří. Boje sice ubraly na intenzitě, ale i přes příměří nadále probíhaly. Libyjské ministerstvo obrany uvedlo, že příměří bylo součást úsilí „o ochranu civilistů, zachování státních institucí a zabránění další eskalaci“.

## Střety
První střety začaly již v 9 hodin ráno po atentátu na velitele Stabilizační podpůrné služby Abda al-Ghaního Bilqásim Chalífa al-Kaklího a zabití jeho doprovodu během schůzky, která se údajně konala za účelem deeskalace rostoucího napětí mezi ozbrojenými frakcemi ve vojenském táboře Tekbali (stráž konkurenční skupiny 444. pěší brigády však zaútočila před vchodem ke shromáždění).
Poté, co si Vláda národní jednoty (VNJ) udržela kontrolu nad svým územím, vypukly koncem 13. května a časnými ranními hodinami 14. května další boje mezi speciálními odstrašovacími silami RADA a 444. brigádou. Obyvatelé Tripolisu hlásili, že kolem půlnoci slyšeli výstřely a exploze. V tuto dobu byly nasazeny ozbrojené militantní skupiny. Do bojů se údajně zapojily i miliční skupiny ze sousedního města Závíje na podporu speciálních odstrašovacích sil. K velkým bojům došlo poblíž věznice al-Jadida, odkud údajně během bojů uprchlo několik vězňů. Úřady 14. května vyhlásily příměří, ačkoli na západě Tripolisu byly stále slyšet výstřely. 444. brigáda údajně převzala kontrolu nad tripolským přístavem, velitelstvím Rajma, věznicí al-Ruwajmí, vesnicemi Ain Zara a al-Jadidah a velitelstvím Agentury pro nelegální imigraci.
15. května začala ozbrojená skupina napojená na Vládu národní dohody (VND) střílet na protestující požadující příměří a rezignaci vlády, což způsobilo neznámý počet obětí (nejméně 8 civilistů zemřelo). Dříve se neznámí útočníci pokusili zavraždit Alího al-Jabbariho, vůdce ozbrojené skupiny napojené na VND. Obyvatelé hlásili těžké střety a střelbu na mnoha místech v Tripolisu, přičemž v ulicích se pohybovaly desítky vozidel s bojovníky nejrůznějších milicí. Videa ukazovala vojenské konvoje z Misurátských společných sil a Zintánské brigády loajální ministrovi vnitra Imedovi Trabelsimu, jak se pohybují směrem k Tripolisu. Lety na mezinárodním letišti Mitiga byly pozastaveny, všechny školy byly zrušeny. Přestřelky byly údajně obzvláště intenzivní v čtvrtích Abú Salím a Saláh Eddin.
Jakmile boje ustaly, začaly protesty v čtvrti Súk al-Džum'a, ovládané sílami RADA, kde více než 500 lidí protestovalo proti vládě ad-Dabajby. Během protestů byl zabit 1 příslušník bezpečnostního personálu VNJ, když se demonstranti pokusili vtrhnout do ad-Dabajbovy kanceláře.
Dne 19. května UNSMIL (mise OSN na podporu Libye) a libyjská prezidentská rada zřídily „výbor pro příměří“ pod vedením náčelníka generálního štábu libyjské armády Mohameda al-Haddáda, který měl dohlížet na dodržování příměří.
24. května se v Tripolisu a Závíji obnovily protesty, které požadovaly konec vlády národní jednoty v čele s ad-Dabajbou, odchod všech politických orgánů a rozpuštění všech ozbrojených milicí. Zároveň vyzvaly misi OSN v Libyi k intervenci a poskytnutí pomoci. Protestující však hrozili, že protesty budou pokračovat a pokud vláda nepřijde s ústupky, do 24 hodin by uzavřeli všechny vládní instituce. Po uplynutí lhůty se ovšem nic nestalo.

## Reakce
Ministerstvo vnitra libyjské vlády národní jednoty požádalo civilisty, aby se během bojů ukrývali kvůli vlastní bezpečnosti. VNJ také na své mediální platformě uvedla, že ministerstvo obrany plně převzalo kontrolu nad čtvrtí Abú Salím. UNSMIL vydala už 12. května prohlášení, že je situací znepokojena, a konkrétně se vyjádřila k intenzivním bojům s těžkými zbraněmi v městských centrech. Dále vyzvala k okamžitému příměří a naléhala na obě strany k ochraně civilistů. Vyzvala také vůdce komunit k deeskalaci situace. Starosta Tripolisu Ibrahím al-Chalífi potvrdil, že střelba do úterního brzkého rána z velké části ustala, ale uvedl, že pohyb v mnoha čtvrtích zůstal pozastaven.
- UNSMIL: Mise v Libyi vyzývala již od začátku krize ke klidu a v průběhu eskalace napětí v hlavním městě uvedla: „Zprávy naznačují vojenskou mobilizaci a rostoucí napětí v Tripolisu a západním regionu obecně.“ Mise vyzvala všechny strany k okamžité deeskalaci.[25][26]
- Velvyslanectví USA v Libyi: Velvyslanectví se připojilo k podpůrné misi OSN v Libyi a vyzvalo ke klidu.[27]
- Turecké velvyslanectví v Libyi: Velvyslanectví doporučilo svým občanům žijícím v hlavním městě Tripolisu, aby byli opatrní, a vydalo oficiální oznámení, v němž je vyzvalo, aby se řídili doporučením ministerstva vnitra od vlády národní jednoty a neopouštěli své domovy, pokud to není nezbytně nutné.[28]
- Bangladéšské velvyslanectví v Libyi: Velvyslanectví vyzvalo své občany v Libyi, aby „vzhledem k situaci v hlavním městě přijali nezbytná opatření a zůstali doma“.[28]